# Владислав Ванчура
Владислав Ванчура (Vladislav Vančura, 23 червня 1891, Гай у Опави — 1 червня 1942 року, Збраслав) — чеський письменник, драматург і кінорежисер, тричі лауреат Державної премії з літератури: 1929, 1931, 1947 (посмертно).

## Життя і творчість
Вперше твори В. Ванчури публікуються в чеській періодиці в 1919 році. З 1920 року він — член літературної групи Devětsil, представник поетизму. Опублікував збірки оповідань, п'єси, кілька романів, в тому числі «Маркета Лазарова», який згодом був екранізований. Брав участь у створенні декількох фільмів.
У 1939—1940 роках створив «Картини з історії чеського народу», в яких він літературно (від імені історичних персонажів) виклав чеську історію аж до кінця династії Пржемисловичів. Робота повинна була вийти в шести томах, однак залишилася незавершеною через арешт і загибель автора. Вийшло тільки два томи, другий — посмертно в 1947 році.
В. Ванчура був членом Комуністичної партії Чехословаччини. У 1929 році за підпис маніфесту Семи (із засудженням курсу нового партійного лідера Готвальда) він був виключений з партії. Під час німецької окупації Чехословаччини брав участь в русі Опору. 28 травня 1942 року, після замаху на главу нацистської адміністрації Протектората Богемії і Моравії Рейнгарда Гейдріха, був схоплений гестапо разом з більш ніж двома тисячами чеських інтелігентів (цю помсту чеському народу називають «Друга Гейдріхіада») та 1 червня без суду страчений, тіло таємно спалено у Страшніцькому крематорії.

Владислав Ванчура написав твори в яких згадується Закарпаття - «Останній суд» (1929) та «Жандармські гуморески» (1930). Останній суд (1929) - роман, про відносини Праги та Підкарпатської Русі. Це сварка між природою та цивілізацією, вигадкою та реальністю. Тут видно захоплення Ванчура Прагою та його інтерес до Підкарпатської Русі. Лінгвістично цей твір характеризується великою метафоричністю, синтаксичною та композиційною складністю. За цей роман він отримав Державну премію за літературу в 1929 році. У 1935 році Ванчура переробив цю роботу, причиною тому був перехід до реалізму. 
Ванчура був режисером фільму «Марійка-невірниця» (чеськ. Marijka nevěrnice) — знятий у 1933 році на Закарпатті. Фільм розповідає про життя на Верховині в 30-х рр. XX ст., коли Закарпатська Україна (Підкарпатська Русь) перебувала у складі Чехо-Словаччини. Сценарій до фільму написав Іван Ольбрахт.